# آيت رابحة (آيت واحي ايشن)
آيت رابحة هو دُوَّار يقع بجماعة سيدي المخفي، إقليم إفران، جهة فاس مكناس في المملكة المغربية. ينتمي الدوّار لمشيخة آيت واحي ايشن التي تضم 10 دواوير. يقدر عدد سكانه بـ 88 نسمة حسب الإحصاء الرسمي للسكان والسكنى لسنة 2004.

## وصلات خارجية
- البوابة الوطنية للجماعات الترابية
- المندوبية السامية للتخطيط